# Protochelifer exiguus
Protochelifer exiguus är en spindeldjursart som beskrevs av Beier 1976. Protochelifer exiguus ingår i släktet Protochelifer och familjen tvåögonklokrypare. Inga underarter finns listade i Catalogue of Life.